# 90210: Новое поколение (сезон 5)
Премьера пятого сезона молодёжного сериала «90210: Новое поколение» транслировался с 8 октября 2012 года. 3 мая 2012 года канал The CW официально продлил сериал на новый сезон. 17 мая стало известно, что выход новых серий в эфир передвинут на понедельник на 20:00 перед показом финальных серий сериала «Сплетница» в 21:00.
В России пятый сезон транслировался с 8 июля 2014 года по 29 июля 2014 года на телеканале СТС Love каждый день в 17:00 и повтором в 13:20 — был показан весь пятый сезон сериала с полным дублированным озвучиванием. На DVD сезон вышел 8 октября 2013 года.

## Кастинг
22 мая 2012 года ресурс TV Line сообщил, что Джиллиан Зинцер покидает шоу, однако, вероятней всего, вернётся в новом сезоне в нескольких эпизодах в гостевом качестве. 22 июня стало известно, что актёр Райли Смит получил роль в шоу — он сыграет любовный интерес для Энни Уилсон. Ариэль Кеббел также вернётся в шоу в роли злодейки Ванессы, как и Джош Цукерман в роли возлюбленного Наоми, Макса Миллера. Тревор Донован снимется, как минимум, в двух эпизодах нового сезона. 6 июля 2012 года стало известно, что Джастин Дили покинул сериал, однако создатели не отрицают возможности его появления в шоу. 9 июля стало известно, что Карли Рей Джепсен сыграет саму себя в премьерном эпизоде пятого сезона. 11 июля 2012 году Уэс Браун и Трей Байерс получили роли Тейлора — клубного промоутера и Алека, бизнес-партнёра Макса, соответственно. 18 июля появилась информация о том, что Лори Локлин вернётся в первом эпизоде пятого сезона в роли Дэбби Уилсон. 1 августа было объявлено, что Линдси МакКеон сыграет роль некой Сьюзанн, а рэпер Сэм Адамс появится в гостевой роли в одном из октябрьских эпизодов. Джессика Паркер Кеннеди получила роль Меган, «девчонки, рассказавшей свою непростую историю на сеансе групповой терапии». 3 августа 2012 года актёр Джейсон Томпсен получил роль Юджина Томпсена, а 14 августа стало известно, что олимпийский чемпион, пловец Райан Лохте сыграет самого себе в одном из октябрьских эпизодов. 22 августа 2012 стало известно, что актриса Кармен Электра появится в ноябрьском эпизоде и вернётся в качестве гостя в сотую серию. 23 августа E! Online сообщил, что Нелли Фуртадо сыграет саму себя и исполнит песню с нового альбома. 24 августа появилась информация, что Дениз Ричардс сыграет светскую львицу Гвен в сотой серии. 8 сентября ресурс Zap2it объявил, что Эмбер Стивен сыграет привлекательную и умную Брайс, потенциальную сотрудницу компании Макса — первый эпизод с её участием выйдет в ноябре. 12 сентября стало известно, что певец Ne-Yo сыграет самого себя в одном из ноябрьских эпизодов. 17 сентября Натали Моралес, звезда сериала «Парки и зоны отдыха», сообщила, что сыграет Эшли и появится в нескольких эпизодах начиная с эпизода номер семь. 21 сентября основатель и главный редактор ресурса JustJared.com, Джаред Энг, сообщил, что сыграет самого себя в сериале. 25 сентября ресурс TV Guide опубликовал информацию о том, что Тайо Крус появится в сотом эпизоде шоу .

### Основной состав
- Шеней Граймс — Энни Уилсон
- Тристан Уайлдз — Диксон Уилсон
- Мэтт Лантер — Лиам Курт
- Анна-Линн МакКорд — Наоми Кларк
- Майкл Стэгер — Навид Ширази
- Джессика Строуп — Эйрин Сильвер
- Джессика Лаундс — Адрианна Тэйт-Дункан

### Приглашённые звёзды
- Джош Цукерман — Макс Миллер
- Ариэль Кеббел — Ванесса Шоу
- Трей Байерс — Алек Мартин
- Уэс Браун — Тейлор Уилльямс
- Линдси МакКеон — Сьюзанн
- Джессика Паркер Кеннеди — Меган
- Райли Смит — Райли Уоллерс
- Роб Мейис — Колин Белл
- Пейтон Лист — Линдси Бэквит
- Райан Роттман — Шейн
- Грант Гастин — Кэмпбелл Прайс
- Натали Моралес — Эшли Говард
- Робин Томас — Чарльз Сандерсон
- Линдон Смит — Микаэла
- Чарли Уэбер — Марк Холланд
- Робби Джонс — Джордан

Специально приглашённые звёзды:
- Лори Локлин — Дебби Уилсон
- Тревор Донован — Тэдди Монтгомери[24]
- Джастин Дили — Остин Толлридж
- Кристина Мур — Трейси Кларк
- Эбби Кобб — Эмили Брэдфорд
- Адам Грегори — Тай Коллинз
- Крис Зилка — Джейсон
- Закари Рей Шерман — Джаспер Герман
- Крис Маккенна — Патрик
- Дениз Ричардс — Гвен
- Кармен Электра — Вэста
- Карли Рэй Джеспен — играет саму себя
- Робин Гивенс — Шерил
- Кеке Палмер — Элизабет
- Принц Майкл Джексон I — Купер
- Сэмми Адамс — играет самого себя
- Райан Лохте — играет самого себя
- Нелли Фуртадо — играет саму себя
- Ne-Yo — играет самого себя
- Джаред Энг — играет самого себя
- Тайо Крус — играет самого себя
- Tegan and Sara — играют самих себя
- Рита Ора — играет саму себя
- Терелл Оуэнс — играет самого себя
- Джоуи МакЭнтайер — играет самого себя
- Олли Мерс — играет самого себя
- Вольфганг Пак — играет самого себя
- The Goo Goo Dolls — играют самих себя
- Fall Out Boy — играют самих себя

## Производство
30 июня канал The CW выпустил первый 30-секундный проморолик, однако он не содержал новых сцен, а лишь фрагменты из финальных сцен последнего эпизода четвёртого сезона. 23 августа в сети появился проморолик пятого сезона, содержащий новые сцены, включая эпизоды с участием Джастина Дили.

## Описание эпизодов
| № | №  | Название                                                                            | Режиссёр          | Сценарист(ы)                   | Дата показа в США | Зрители |
| --- | -- | ----------------------------------------------------------------------------------- | ----------------- | ------------------------------ | ----------------- | ------- |
| 93 | 1  | «Til Death Do Us Part» «Пока смерть не разлучит нас»                                | Стюарт Гиллард    | Патти Карр                     | 8 октября 2012    | 0.94    |
| Наоми и Макс строят большие планы, но всё идёт наперекосяк, когда их обоих арестовывают. Лиам вынужден выставить свой бар на продажу, чтобы заплатить Ванессе и выкупить у неё за $200 свой контракт, а Навид предлагает Лиаму стать его своим деловым партнёром. Тэдди поражён предложением Сильвер стать отцом её ребёнка. Адрианна, не знающая что Диксон попал в аварию и обещающая себе забыть его, проводит незабываемый вечер в Лас-Вегасе с красивым незнакомцем по имени Тэйлор. Энни просит Эйд вернуться в Лос-Анджелес, чтобы быть рядом с Диксоном, и девочки решают переехать жить в пляжный домик вместе. |    |                                                                                     |                   |                                |                   |         |
| 94 | 2  | «The Sea Change» «Море волнуется»                                                   | Бэтани Руни       | Лара Олсен                     | 15 октября 2012   | 1.06    |
| Наоми и Макс вынуждены отложить свой медовый месяц после того, как Алек сообщает Максу, что их свадьба вызвала резонанс в определённых кругах и курс акций его компании начал падать. Наоми решает провести первоклассный приём, чтобы заверить инвесторов Макса, что их брак не повод для беспокойства. Адрианна узнаёт, что новый промоутер бара «The Offshore», нанятый Лиамом и Навидом для раскрутки — её мимолётное увлечение из Лас-Вегаса. Эйд настаивает, что их отношения были одноразовым увлечением, но Тэйлор думает, что она испытывает к нему более глубокие чувства. Во время физиотерапии, Энни и Диксон знакомятся с другим пациентом — Райли, который даёт совет Энни, чтобы она прекратила нянчиться с братом и дала ему возможность самому справится со своими трудностями. Дома Диксон эмоционально срывается на Энни и говорит, что устал от её помощи. Лиам пытается выкупить у Ванессы часть своего контракта в кино, но она шантажирует его и настаивает на том, что им нужно быть вместе, иначе в полиции окажется скрытая запись с видеокамеры с участием Лиама. Сильвер приглашает Лиама на приём Наоми в качестве своей пары, но получает неожиданный ответ. Лиам и Ванесса выясняют отношения после приёма, но их дискуссия прерывается шокирующим событием. |    |                                                                                     |                   |                                |                   |         |
| 95 | 3  | «It's All Fun & Games» «Жизнь — игра»                                               | Чери Ноулан       | Брайан Доусон                  | 22 октября 2012   | 0.91    |
| Девочки устраивают вечеринку для будущего ребёнка Сильвер. Сильвер до сих пор не назначили дату проведения оплодотворения, но она уже волнуется, что не будет привлекательна после проведения профилактической операции. Адрианна предлагает Сильвер устроить безответственный день веселья, и сделать все те вещи, что она не сможет, когда станет матерью. Алек ведёт двойную игру перед Наоми и Максом. он целует Наоми и делает так, чтобы этот поцелуй попал в объектив камеры - после этого он начинает шантажировать Наоми. Тем временем, Энни считает, что Райли слишком строг с Диксоном, но юноша настаивает, что Диксону надо изменить своё отношение к ситуации для скорейшего выздоровления. Лиам узнаёт, что его контракт не может быть закрыт без одобрения Ванессы. Энни побуждает Лиама поговорить с её юристом Линдси Бэквиз. Юноша начинает беспокоиться, когда появляется детектив и задаёт вопросы о местонахождении Ванессы. |    |                                                                                     |                   |                                |                   |         |
| 96 | 4  | «Into The Wild» «Дикари»                                                            | Ханелль Кулпаппер | Крис Этвуд                     | 5 ноября 2012     | 0.85    |
| Наоми планирует романтическое путешествие с Максом. Намереваясь ничего не скрывать от него, она хочет рассказать, что Алек поцеловал её, но понимает, что не в состоянии пройти простое упражнение на доверие вместе с Максом. Когда Сильвер узнаёт, что фотосет её фотографий в обнажённом виде попадает в Интернет, ей приходится принять неожиданную помощь, чтобы забрать их у нового знакомого Энни — Колина. Лиам записывается на занятия в юридический бизнес класс, но его преподаватель Линдси полагает, что тот не достаточно серьёзно относится к своему образованию. Кендал, новая коллега Лиама по съёмкам, преследует его в надежде убедить начать отношения на публику. Лиам пытается скрыться от неё, отправляясь в поход вместе с Навидом и Диксоном. Но, когда он не возвращается в назначенное время, Кендал использует возможность и оповещает СМИ, чтобы те нашли его. Тем временем, как Диксон убеждает Адрианну нанять Тейлора для создания её нового музыкального видео. |    |                                                                                     |                   |                                |                   |         |
| 97 | 5  | «Hate 2 Love» «От ненависти до любви»                                               | Санаа Хамри       | Майк Чесслер и Крис Альбергини | 12 ноября 2012    | 1.24    |
| Пока Диксон продолжает делать уверенные шаги на пути к выздоровлению, Адрианна делится с Энни подробностями об их с Диксоном интимных проблемах. Райли подозревает, что Колин, новый знакомый Энни, не тот, кем кажется. Колин обнаруживает, что Алек установил на телефон Наоми GPS-приложение — таким образом он может отследить её местонахождение. Он перенастраивает телефон, чтобы Наоми могла читать электронную почту Алека, из которой она понимает, что тот пытается саботировать их отношения с Максом. С открытием бара «Pop Up» Навид надеется показать Сильвер насколько он стал успешным, но начинает подозревать, что она и Лиам тайком встречаются. Линдси, преподаватель юридических бизнес-классов Лиама, приезжает на открытие бара, чтобы обсудить его бизнес-план, но их враждебность уступает место страсти. |    |                                                                                     |                   |                                |                   |         |
| 98 | 6  | «The Con» «Конвенция»                                                               | Гарри Синклэр     | Тэрренс Коли                   | 19 ноября 2012    | 0.78    |
| Лиам и Линдси скрывают свои отношения. Навид, обезумев от ревности, вместо премьеры фильма на «Phenomi-com» устраивает показ секс-видео Лиама и Линдси. Райли признаётся в своих чувствах Энни, но девушка очарована Колином. Макс пытается выяснить, кто и как мог взломать видео-игру. Тем временем, Наоми и Алек работают вместе над демонстрацией игры на «Phenomi-con». Тейлор просит Эйд порвать с Диксоном, если они хотят быть вместе. Диксон, страдающий от инфекции, прекращает принимать обезболивающее из-за страха снова стать наркозависимым. |    |                                                                                     |                   |                                |                   |         |
| 99 | 7  | «99 Problems» «99 проблем»                                                          | Гарри Синклэр     | Тэрренс Коли                   | 26 ноября 2012    | 0.97    |
| В честь выступления Адрианны на концертной площадке Лос-Анджелеса «Hollywood Bowl», Диксон решает сделать ей подарок. Предполагая, что это может быть кольцо Сильвер убеждает Эйд признаваться в своём романе с Тэйлором. Энни противостоит неверному убеждению Райли, что ей доставляет дискомфорт его недееспособное положение. Наоми поддерживает Макса в желании нанять нового работника для замены Алека. Но её пыл быстро угасает, когда одним из кандидатов оказывается девушка-красавица. Лиам получает письмо с угрозами. Анонимный источник заявляет, что знает правду об исчезновении Ванессы. Лиам успокаивается, когда офицер полиции Эшли Говард соглашается охранять его. Энни соглашается вложить деньги в создание собственного лейбла Диксона. |    |                                                                                     |                   |                                |                   |         |
| 100 | 8  | «902-100» «Сотня»                                                                   | Гарри Синклэр     | Скотт Вейнгер                  | 3 декабря 2012    | 0.99    |
| Наоми устраивает благотворительный показ нижнего белья в особняке «Плейбой», в попытке получить возможность попасть в элитный клуб выпускников Западного Беверли. Сильвер шокирует всех выступлением в стиле «Бурлеск» на встрече выпускников. Лиам рассказывает Энни про случай с Ванессой и о том, что его шантажируют. Навид извиняется перед Лиамом за показ видео с ним. Принимая извинения, Лиам предлагает Навиду стать управляющим «The Offshore». Пока Диксон строит грандиозные планы на карьеру Адрианны с помощью своего звукозаписывающего лейбла, но узнаёт, что Эйд в последнее время интересует не только музыка. |    |                                                                                     |                   |                                |                   |         |
| 101 | 9  | «The Things We Do For Love» «Поступки ради любви»                                   | Мэттью Даймонд    | Марджори Дэвид                 | 10 декабря 2012   | 1.16    |
| Когда Алек пытается убедить Макса создать новую компанию, Наоми делает ответный шаг и просит Брюс снова подать резюме на работу к Максу. В баре, Наоми пытается уговорить Навида пригласить Брюс на свидание. После нескольких коктейлей, Навид рассказывает правду о Максе, которая заставляет Наоми задуматься о судьбе её брака. Лиам снова получает письмо с угрозами, и Энни предлагает ему деньги, чтобы помочь заманить шантажиста в ловушку. Адрианна рассказывает Эшли, что видела Ванессу в салоне красоты. Эшли ошибочно подозревает Лиама в тайной встрече с Ванессой. Тем временем, Сильвер приходит в бешенство, когда Тэдди не хочет подписать отказ от родительских прав на их ребёнка — юноша пытается уговорить Сильвер воспитывать малыша вместе. |    |                                                                                     |                   |                                |                   |         |
| 102 | 10 | «Misery Loves Company» «Страдать лучше в компании»                                  | Антон Кроппер     | Аллен Клэри                    | 21 января 2013    | 0.79    |
| Энни и Ванесса отправляются на поиски Лиама и узнают, что Эшли - не та, за кого себя выдаёт. Нуждаясь в отдыхе. Наоми приглашает Адрианну развеяться - поездка приводит подруг к горячим источникам и байкерскому клубу, где у неё крадут обручальное кольцо. Между тем, Диксон пытается убедить Меган, что у него всё кончено с Адрианной. |    |                                                                                     |                   |                                |                   |         |
| 103 | 11 | «We're Not In Kansas Anymore» «Мы больше не в Канзасе»                              | Чери Ноулан       | Лиз Фэнг                       | 28 января 2013    | 0.78    |
| Находясь без сознания, Энни видит свою жизнь такой, какой бы она была, если бы девушка осталась жить в Канзасе. В альтернативной реальности, она помолвлена со своим парнем Джейсоном; Диксон становится известным хип-хоп исполнителем, который практически не общается со своей семьёй. Адрианна — «плохой девочка» Голливуда; Наоми делает карьеру, как агент по недвижимости, а Тедди так и не раскрыл свою истинную сексуальную ориентацию. |    |                                                                                     |                   |                                |                   |         |
| 104 | 12 | «Here Comes Honey Bye Bye» «Сладкое расставание»                                    | Стюарт Гиллард    | Лиз Шудло                      | 4 февраля 2013    | 0.79    |
| Наоми и Макс принимают решение посетить семейного консультанта, чтобы определиться, стоит ли пытаться сохранить их брак. Тэдди говорит Сильвер, что не будет препятствовать её шансу стать матерью, если она согласиться на его условия. Навид использует звёздный статус Лиама, чтобы помочь ему попасть в элитное тайное общество. Энни спешит рассказать Райли о её истинных чувствах, прежде чем он ляжет на операционный стол для экспериментальной операции. |    |                                                                                     |                   |                                |                   |         |
| 105 | 13 | «#realness» «Реалии»                                                                | Майк Листо        | Майк Чесслер и Крис Альбергини | 11 февраля 2013   | 0.66    |
| Наоми и Макс становятся ведущими благотворительного футбольного матча, где освежают старые чувства. Навид уговаривает Лиама продолжить участие в незаконных драках. Адрианна пытается саботировать своё выступление, чтобы Диксон разорвал контракт с ней. Блог Энни привлекает внимание издателей. |    |                                                                                     |                   |                                |                   |         |
| 106 | 14 | «Brother From Another Mother» «Брат от другой матери»                               | Бенни Бум         | Крис Этвуд                     | 18 февраля 2013   | 0.55    |
| Энни начинает злиться на Наоми, когда узнаёт, что та нашла их сводного брата — шеф-повара Марка. Чтобы сблизиться с братом, Наоми проводя конкурс поваров. Между тем, Лиам испытывает последствия пост-травматического стресса. Навид узнаёт, что Себастьян и члены тайного клуба «Кронос» основал программу обмена результатами всех экзаменов. Отношения Сильвер и Микаэлы накаляются. Адрианна решает участвовать в конкурсе музыкальных групп, который Энни устраивает в университете. Диксон узнаёт, что Микаэла потрясающе поёт. |    |                                                                                     |                   |                                |                   |         |
| 107 | 15 | «Strange Brew» «Таинственный напиток»                                               | Бэтани Руни       | Брайан Доусон                  | 25 февраля 2013   | 0.58    |
| Наоми помогает Марку в приготовлениях к открытию его собственного ресторана. Диксон предлагает Микаэле сотрудничать с его лейблом. Продолжая работу над книгой, Энни понимает, что у неё всё ещё есть чувства к Лиаму. Делая одолжение Себастьяну, Навид понимает, что новый друг использует его. |    |                                                                                     |                   |                                |                   |         |
| 108 | 16 | «Life's A Beach» «Жизнь на пляже»                                                   | Майкл Зинберг     | Билл Браун                     | 4 марта 2013      | 0.65    |
| Лиам решает открыть свой бизнес по изготовлению лодок для сёрфинга, однако деловые отношения с его новой клиенткой выходят из-под контроля. Наоми старается свести Адрианну и Марка, чтобы он отказался от переезда в Нью-Йорк. Навид пытается устроиться в крупную маркетинговую фирму, и в итоге ему удаётся впечатлить работодателя. Диксон, Микаэла и Сильвер снимают клип на фестивале сёрфинга. Адрианна и Сильвер ставят Марка «под запрет», поскольку он нравится обеим девушкам и это в очередной раз угрожает их дружбе. Микаэла сообщает о своей беременности. |    |                                                                                     |                   |                                |                   |         |
| 109 | 17 | «Dude, Where's My Husband» «Где мой муж, чувак?»                                    | Мэттью Даймонд    | Лиз Фэнг                       | 11 марта 2013     | 0.67    |
| 110 | 18 | «A Portrait Of The Artist As A Young Call Girl» «Портрет молодой девушки по вызову» | Бэтани Руни       | Скотт Вейнгер                  | 15 апреля 2013    | 0.55    |
| 111 | 19 | «The Empire State Strikes Back» «Манхэттен без боя не сдаётся»                      | Стюарт Гиллард    | Скотт Вейнгер                  | 22 апреля 2013    | 0.49    |
| 112 | 20 | «You Can't Win Em All» «Их всех тебе не победить»                                   | Майкл Зинберг     | Патти Карр                     | 29 апреля 2013    | 0.55    |
| 113 | 21 | «Scandal Royale» «Королевский скандал»                                              | Дэвид Уоррен      | Тэрренс Коли и Пол Скарриотта  | 6 мая 2013        | 0.60    |
| 114 | 22 | «We All Fall Down» «Мы все познали неудачи»                                         | Гарри Синклэр     | Лара Олсен                     | 13 мая 2013       | 0.51    |